# Hisingsbron
Hisingsbron är en bro över Göta älv som förbinder Hisingen, Norra Älvstranden, med Göteborgs fastland, Södra Älvstranden. Bron öppnades för gång-, cykel- och biltrafik den 9 maj 2021. Busstrafiken flyttades över dit den 12 juni och spårvagnstrafiken släpptes på den 16 augusti samma år.

## Bakgrund
Den gamla bron Götaälvbron uppgavs av Trafikverket 2013 att vara "i mycket dåligt skick", vilket skulle medföra höga kostnader för underhåll och reparationer. Göteborg beslutade därför att ersätta den befintliga bron med en ny, ungefär ett kvarter österut. Det gick dock inte att riva den gamla bron innan den nya hade byggts, eftersom Hisingen då skulle förlora sin enda spårvägsförbindelse med fastlandet.
Den nya bron gavs namnet Hisingsbron., samma namn som en tidigare bro, riven 1968, hade. Hisingsbron skulle stå klar till Göteborgs 400-årsjubileum år 2021.
Bron beslutades att bli en lyftbro, som i grundläge skulle få en segelfri höjd på 12 meter, och i upplyft 28 meter. Detta innebar att bron kunde bli kortare än Götaälvbron, ta mindre plats, bli billigare att bygga, frigöra mark och bli lättare att passera för cyklister. Men detta kräver öppning för alla fraktfartyg, som ofta är byggda för Götaälvbrons segelfria höjd om 18,3 meter. Man vill undvika öppningar på morgnar och eftermiddagar, på grund av den täta spårvagns- och busstrafiken. Detta har givit en del protester från sjöfartshåll. Fartyg måste ha en viss höjd för att säkert klara stormvågor på havet och Vänern, och man vill köra samma fartyg mellan Vänern och utländska hamnar. Kostnaden för bron beräknades till 3,5 miljarder kronor. Huvudbron är 440 meter lång. Utöver den finns det en cirka 400 meter lång av- och påfartsramp för spårvagnar och bussar med ytterligare en sådan ramp. I projektet ingick också bro över E45. Totalt byggdes 1380 meter bro.
Trafikkontoret anordnade en arkitekttävling 2013 om brons utförande. Det vinnande bidraget kallas Arpeggio.
Byggstartsceremonin ägde rum den 13 maj 2017. Brons pyloner restes i juli 2020. 
Bron öppnades för allmänheten i maj 2021. I samband med detta flyttades gång-, cykel- och biltrafiken över dit och i juni även busstrafiken. Spårvagnstrafiken släpptes på i augusti. Rivningen av Götaälvbron påbörjades i mitten av juni 2021 och avslutades i slutet av februari 2022.

## Bilder

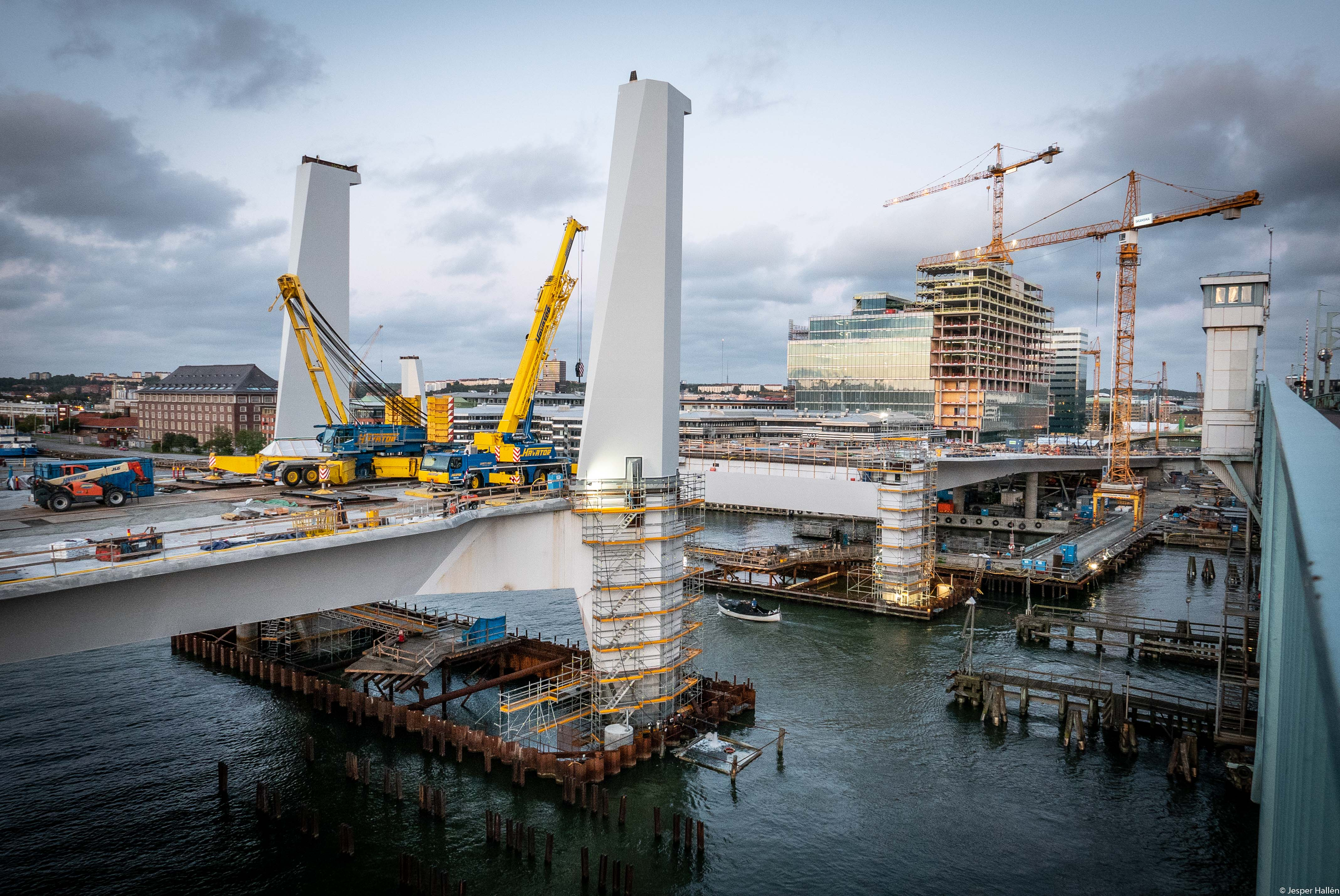
Bron under konstruktion 2020.
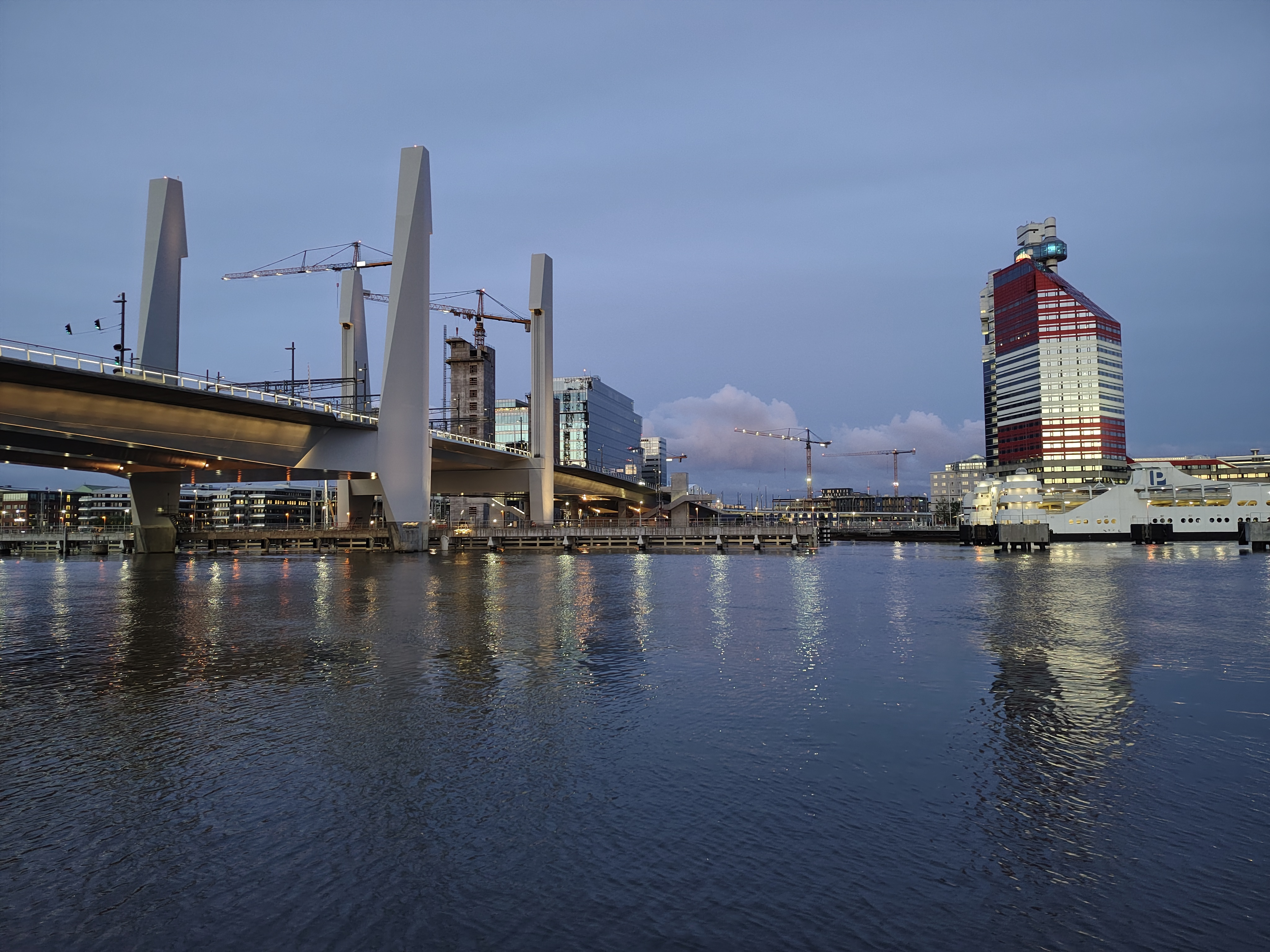
Bron på kvällen.
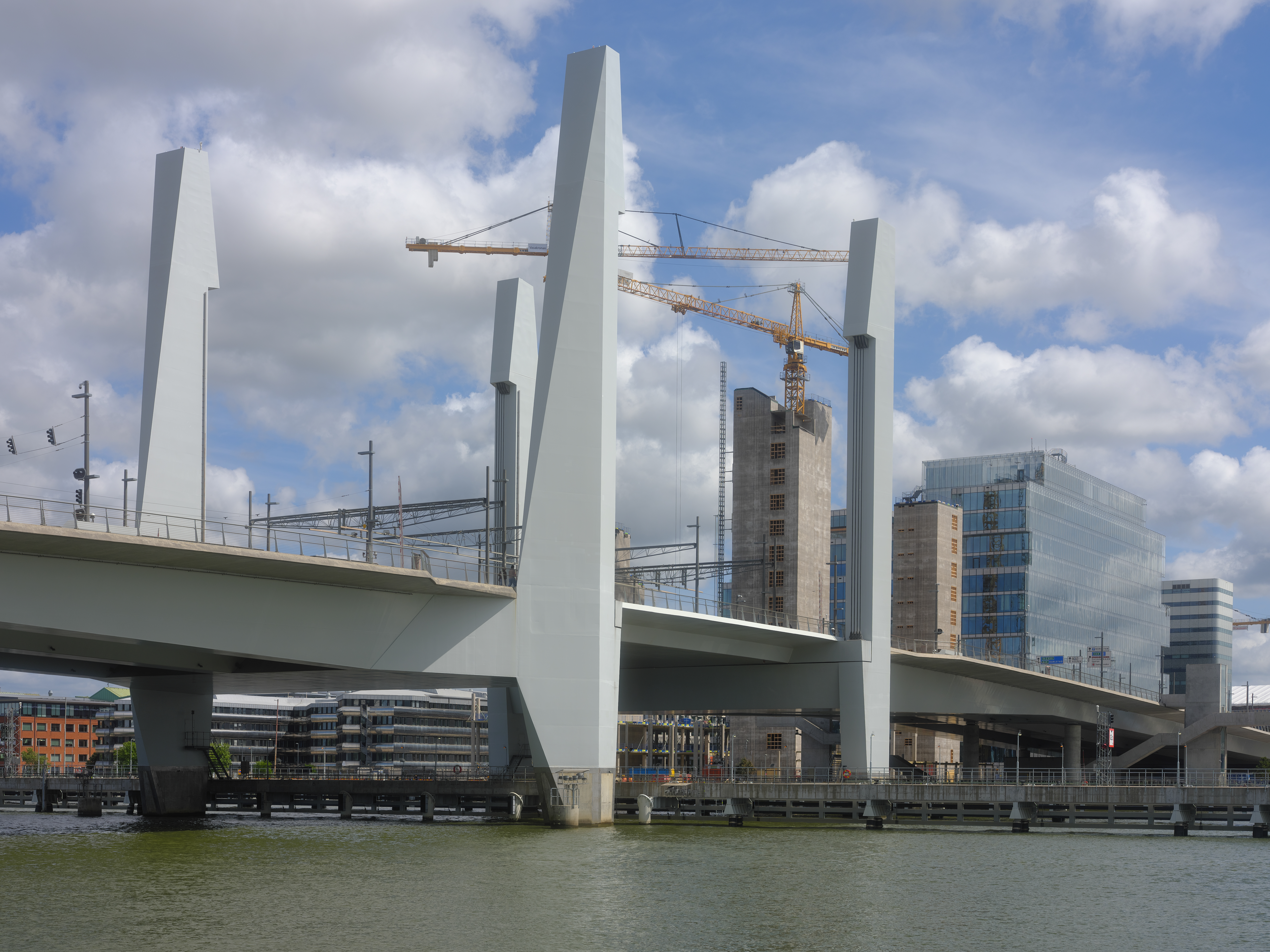
Bron sedd från Hisingen.